# Commelina caroliniana
Commelina caroliniana là một loài thực vật có hoa trong họ Commelinaceae. Loài này được Walter mô tả khoa học đầu tiên năm 1788.